# Долби, Шарлотта Элен
Шарлотта Элен Долби (англ. Charlotte Helen Dolby, в замужестве Сентон, фр. Sainton; 17 мая 1821, Лондон — 18 февраля 1885, Лондон) — британская певица (контральто) и композитор.
Окончила Королевскую академию музыки (1837), ученица Доменико Кривелли. В 1841 г. впервые появилась в филармоническом концерте. В 1845 г. пела в лейпцигском Гевандхаусе, где произвела большое впечатление на Феликса Мендельсона, предназначавшего для неё контральтовую партию в оратории «Илия», премьера которой должна была состояться в Бирмингеме, — однако Долби впервые выступила в этой партии лишь год спустя.
В 1860 г. вышла замуж за скрипача Проспера Сентона. В 1870 году завершила карьеру певицы, посвятив себя педагогике и композиции. Кантаты Долби «Сказание о Святой Доротее» (англ. The Legend of St Dorothea; 1876), «Повесть о праведной душе» (англ. The Story of the Faithful Soul; 1879) и «Флоримель» (1885) пользовались определённым успехом.
Шарлотта скончалась 18 февраля 1885 года (Лондон) и была похоронена на западной стороне Хайгейтского кладбища.
После её смерти в Королевской академии музыки была основана стипендия имени Шарлотты Элен Долби.